# Tzigane
Tzigane – rapsodia koncertowa Maurice’a Ravela na skrzypce i orkiestrę, skomponowana w 1924 roku.
W pierwotnej wersji utwór został napisany na skrzypce i fortepian dla węgierskiej skrzypaczki, Jelly d'Aranyi. Utrzymany w charakterze węgierskiej rapsodii, nie jest oparty na autentycznych motywach ludowej muzyki węgierskiej. Kompozytor nawiązuje bardziej do modnej na początku XX wieku stylizowanej muzyki cygańskiej.